# Joe Orton

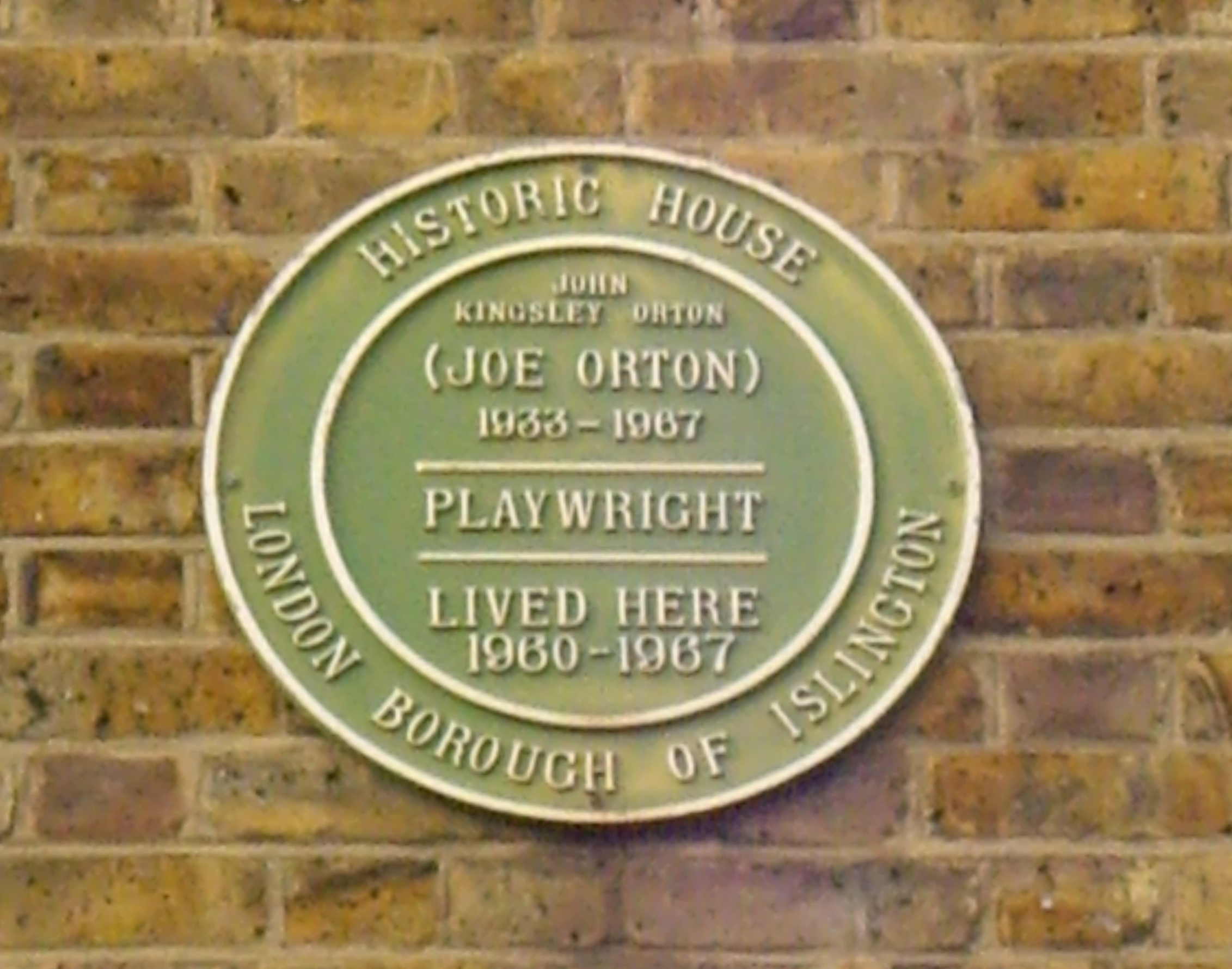
Placa en honor a Joe Orton, Islington, Londres

Joe Orton (nacido como John Kingsley Orton, Leicester, 1 de enero de 1933-Londres, 9 de agosto de 1967) fue un dramaturgo británico.
En su corta pero prolífica carrera desde 1964 hasta su muerte, asombró, chocó y escandalizó a las audiencias con sus comedias negras. En inglés ortonesque (‘ortonesco’) se convirtió en un neologismo que significa 'escandalosamente macabro'.

## Principios
Orton nació en la maternidad Causeway Lane Maternity Hospital (en Leicester), en una familia trabajadora.

Solicitó entrar a la Royal Academy of Dramatic Art (RADA) en noviembre de 1950.
Fue aceptado, y se mudó de East Midlands a Londres.
Orton conoció a Kenneth Halliwell en la RADA en 1951.
En junio de 1951 se mudó a un apartamento con él y otros dos estudiantes, en West Hampstead.
Halliwell tenía 25 años y Orton 18, y vivía de manera independiente, porque había heredado una gran suma de dinero.
Pronto ambos formaron una fuerte relación y se convirtieron en amantes.
Ambos fueron a vivir a Londres y se convirtieron en escritores.
Trabajaron juntos en varias novelas (a veces imitando a Ronald Firbank), que no fueron publicadas.
En 1957, el rechazo de su gran esperanza, The Last Days of Sodom, los llevó a empezar a trabajar solos.

### Cárcel
Orton y Halliwell empezaron a robar libros en la biblioteca local. Les modificaban sutilmente la tapa o las solapas, y luego los devolvían sin ser descubiertos. Por ejemplo, un libro de poemas de John Betjeman fue devuelto a la biblioteca con un nuevo forro que mostraba la fotografía de un hombre de mediana edad casi desnudo y lleno de tatuajes. La pareja utilizaba muchas de las tapas originales para decorar su apartamento.
Finalmente fueron descubiertos en mayo de 1962. El periódico Daily Mirror informó del incidente utilizando la expresión «Gorila en las rosas». Admitieron que habían transformado más de 70 libros. Fueron declarados culpables de cinco cargos de robo y daño malicioso y fueron encarcelados seis meses (hasta septiembre de 1962). Pagaron una multa de 262 £. Los libros que Orton y Halliwell modificaron se convirtieron en los más valiosos de la colección de la biblioteca de Islington.

## Carrera profesional
A principios de los años sesenta empezó a escribir obras de teatro. Escribió su primera novela Head to Toe (De la cabeza a los pies), en 1961. En 1963 la BBC le pagó 65 £ por su radionovela The Boy Hairdresser (El peluquero de niños), que se trasmitió el 31 de agosto de 1964, como The Ruffian on the Stair (El rufián en la escalera). Fue reescrita para teatro en 1966.
En la época en que se difundió The Ruffian on the Stair, Orton terminó de escribir Entertaining Mr Sloane (El entretenimiento del Sr. Sloane).
En diciembre de 1963 le envió una copia a su agente teatral Peggy Ramsay. Se estrenó en el teatro New Arts Theatre el 6 de mayo de 1964 bajo la dirección de Michael Codron. Las críticas iban desde la alabanza hasta el agravio.
Entertaining Mr Sloane perdió dinero en su primeras tres semanas, pero la crítica favorable del dramaturgo Terence Rattigan (que había invertido 3000 £) aseguraron su sobrevivencia. La obra se transfirió al Wyndham's Theatre en West End a fines de junio y al Queen's Theatre en octubre. Sloane quedó en primer lugar en la encuesta de críticos de la revista Variety para «Mejor nueva obra» y Orton quedó segundo como «Dramaturgo más prometedor».
Antes de un año, Sloane ya se había estrenado en Nueva York, España, Israel y Australia, y se había convertido en una película y una obra para televisión.
La siguiente obra de Orton fue Loot. Escribió el borrador entre junio y octubre de 1964 y lo tituló Funeral Games (Juegos fúnebres), un título que Orton había rechazado por sugerencia de Halliwell pero finalmente volvió a usar. La obra es una parodia salvaje de la ficción detectivesca, agregándole un poco de farsa negra contra las ideas establecidas acerca de la muerte, la policía, la religión y la justicia. Orton ofreció la obra al director Codron en octubre de 1964 y tuvo que reescribirla varias veces hasta que fue considerada adecuada para un teatro del West End (por ejemplo, el personaje del Inspector Truscott tenía sólo ocho renglones en el primer acto).
Codron había hecho que Orton se encontrara con su colega Kenneth Williams en agosto de 1964. Orton reescribió Loot con Williams, apuntando a hacer crecer al personaje Truscott. Su otra inspiración para este papel fue Harold Challenor.
COn el éxito de Sloane, Loot fue puesta en preproducción, a pesar de sus errores obvios. Los ensayos comenzaron en enero de 1965 con una gira de seis semanas que terminó con un estreno en el West End londinense. La obra se estrenó en Cambridge el 1 de febrero de 1965, con malas críticas.
Orton, a pedido del director Peter Wood produjo en esos días 133 páginas de nuevo material para reemplazar o agregar a las 90 páginas originales.
La obra siguió recibiendo malas críticas en Oxford, Brighton Bournemouth, Mánchester y finalmente en Wimbledon a mediados de marzo. Desalentados, Orton y Halliwell se fueron de vacaciones ochenta días a Tánger, Marruecos.
En enero de 1966, Loot fue reestrenada. Antes de su producción, se presentó entre el 11 y el 23 de abril en el University Theatre (en Mánchester).
La creciente experiencia de Orton le hizo cortar más de 600 líneas, acelerando el tempo y mejorando las interacciones entre los caracteres.
Dirigida por Braham Murray, la obra obtuvo críticas más favorables.
Orton siguió con su hábito de chocar con los directores, pero los cortes adicionales que aceptó realizar mejoraron la obra. Se estrenó en Londres el 27 de septiembre de 1966, con excelentes críticas. En noviembre de 1966 Loot se mudó al Criterion Theatre (en Holborn), aumentando la autoestima de Orton mientras escribía su obra What the Butler Saw.
Loot ganó varios premios y estableció firmemente la fama de Orton. Vendió los derechos cinematográficos por 25 000 £, aunque estaba seguro de que finalmente fallaría. Así fue: en Broadway Loot repitió el fracaso de Sloane. Sin embargo Orton estaba en su pico de fama y en los siguientes diez meses revisó The Ruffian on the Stair y The Erpingham Camp para el escenario, como un doblete llamado Crimes of Passion, escribió Funeral Games, el guion Up Against It para el grupo británico de rock The Beatles, y trabajó en What the Butler Saw.
En marzo de 1967 Orton y Halliwell intentaron hacer otras vacaciones extensas en Libia, pero su relación estaba tan deteriorada que retornaron a Londres en apenas un día. Orton estaba trabajando duro, feliz y lleno de energía; en cambio Halliwell estaba cada vez más deprimido, peleador y plagado de extrañas enfermedades.
La controvertida farsa de Orton What the Butler Saw se estrenó en West End en 1969, con sir Ralph Richardson, Coral Browne, Stanley Baxter y Hayward Morse.

## Muerte
El 9 de agosto de 1967, Halliwell golpeó a Orton (de 34 años) hasta matarlo de nueve martillazos en la cabeza mientras dormía y luego se suicidó con una sobredosis de 22 comprimidos de Nembutal diluidos en zumo de uva. Los investigadores determinaron que Halliwell murió primero, debido a que el cuerpo de Orton todavía estaba caliente.
El 22 de noviembre de 1970, el periódico The Sunday Times informó que el 5 de agosto de 1967 (cuatro días antes del asesinato) Orton se encontró con su amigo Peter Nolan en el pub Chelsea Potter (en King’s Road), quien más tarde informó que Orton le había confesado que tenía otro amigo, y que quería terminar su relación con Halliwell pero no sabía cómo hacerlo.
La última persona que habló con Halliwell fue su médico, quien le arregló una cita con un psiquiatra la mañana siguiente. Habló con Halliwell tres veces por teléfono. La última llamada fue a las 22:00 h, en que Halliwell tomó la dirección del psiquiatra y le dijo al médico: «No se preocupe, ahora me siento mejor. Mañana por la mañana iré a ver al doctor».
Halliwell se había sentido aislado y amenazado por el éxito de Orton y había empezado a tomar antidepresivos y barbitúricos.
Los cuerpos fueron encontrados a la mañana siguiente cuando un chofer llegó a buscar a Orton para una reunión donde se discutiría un guion que había escrito para The Beatles.
Halliwell dejó una nota suicida, informando a la policía que todo se entendería si leían el diario de Orton, «especialmente la última parte». Más tarde los diarios se publicaron.
Orton fue cremado en el Crematorio de Golders Green.
De acuerdo con las memorias de Dennis Dewsnap (What's Sex Got To Do With It; The Syden Press, 2004) para la mayoría de los tangerinos —donde Orton y Halliwell iban de vacaciones—, Orton y su amante/asesino habían pedido que sus cenizas se mezclaran y fueran enterradas juntas. Dewsnap escribe acerca de la agente de Orton, Peggy Ramsay: «En el momento de unir las cenizas de Joe y Kenneth [Halliwell], la hermana de Joe tomó un puñado de cenizas de ambas urnas y dijo: “Un poco de Joe y un poco de Kenneth. Aunque creo que un poco más de nuestro Joe, y un poco más de Kenneth”
Entonces Peggy exclamó: «Vamos, queridita: es sólo un gesto, no una receta de cocina», una frase que le hubiera encantado al propio Orton.
El legado de Orton se mantiene en su ciudad natal, Leicester, en el desarrollo del barrio cultural de la ciudad (que antes era un área industrial) y el nuevo teatro Curve, que es el desarrollo central de la zona, tiene una entrada peatonal fuera de la entrada principal del teatro, llamada Orton Square.
El teatro Curve se inauguró oficialmente el 4 de diciembre de 2008.

## Biografía, cine, radio y televisión
En 1978, John Lahr escribió una biografía de Orton titulada Prick Up Your Ears (Ábrete de orejas), un título que Orton mismo había considerado usar. La adaptación cinematográfica, de 1987, está basada en el diario íntimo de Orton y en la investigación de Lahr. Dirigida por Stephen Frears, y protagonizada por Gary Oldman como Orton, Alfred Molina como Halliwell y Vanessa Redgrave como Peggy Ramsay.
Alan Bennett escribió el guion.
En la película de la BBC Kenneth Williams: Fantabulosa! (protagonizada por Michael Sheen como Kenneth Williams) Joe Orton fue representado por el actor Kenny Doughty.
Sobreviven dos grabaciones de archivo de Orton:
una grabación de video (de BFI), de su aparición en el show de televisión de Eamonn Andrews por ITV, que se transmitió el 23 de abril de 1967, y
una corta entrevista de la radio BBC, que se transmitió en agosto de 1967.

## Obras

### Obras de teatro
- Fred and Madge (escrita en 1959, publicada en 2001)
- The Visitors (escrita en 1961, publicada en 2001)
- The Ruffian on the Stair (estrenada en 1964)
- Entertaining Mr Sloane (estrenada en 1964)
- Loot (estrenada en 1965)
- The Erpingham Camp (estrenada en 1966)
- The Good and Faithful Servant (estrenada en 1967)
- Funeral Games (estrenada en 1968)
- What the Butler Saw (estrenada en 1969)
- Up Against It (guion para Los Beatles)

### Novelas
- Head to Toe (publicada en 1971)
- Between Us Girls (publicada en 2001)
- Lord Cucumber y The Boy Hairdresser, coescritas con Halliwell (publicadas en 2001)